# Sebastian Borucki
Sebastian Borucki (* 1986 in Bonn) ist ein deutscher Schauspieler und Synchronsprecher.

## Leben
Sebastian Borucki studierte von Herbst 2009 bis März 2013 Schauspiel an der Theaterakademie Mannheim, die er mit der Bühnenreifeprüfung abschloss. Während seiner Ausbildung gastierte er in der Spielzeit 2011/12 am Theater Heidelberg in der Inszenierung von Marius von Mayenburgs Stück Freie Sicht (Regie: Sahar Amini). Außerdem trat er am „Theater Felina-Areal“ in Mannheim sowie bei den 16. Internationalen Schillertagen des Nationaltheaters Mannheim bei dem Theaterprojekt X-Wohnungen auf.
Nach seiner Schauspielausbildung spielte er 2014 als Gast am Stadttheater Pforzheim und am „Werkraum Karlsruhe“. Von 2014 bis 2018 war Sebastian Borucki festes Ensemblemitglied am Nordharzer Städtebundtheater, wo er in Rollen des klassischen und modernen Theaterrepertoires zu sehen war. Er spielte dort u. a. Jupiter, Faust, den jugendlichen Helden Richard Hannay in einer Bühnenfassung von Die 39 Stufen, den Bibliothekar Malachias in Der Name der Rose sowie die Rollen Tybalt/Paris in Romeo und Julia.  Außerdem war er am Nordharzer Städtebundtheater in zahlreichen Produktionen des Kinder- und Jugendtheaters zu sehen. In der Spielzeit 2015/16 spielte er dort den Königssohn in Frau Holle. Im Sommer 2017 war er im Bergtheater Thale der Bär Balu in einer Bühnenfassung des Dschungelbuchs.
Seit der Spielzeit 2020/21 gastiert er in mehreren Produktionen am Theater Eurodistrict Baden Alsace.
Sebastian Borucki, der seit 2019 als freischaffender Schauspieler arbeitet, lebt in Berlin.

## Filmografie (Auswahl)
- 2014: Mondscheinsonate (Kurzfilm)
- 2015: Diese eine Nacht (Kurzfilm)
- 2021: Tatort: Unsichtbar (Fernsehreihe)